# Марко Милановић
Марко Милановић (Присоје, код Сиња, 26. октобар 1919 — Грабовац, код Обреновца, 20. октобар 1944) био је учесник Народноослободилачке борбе и народни херој Југославије.

## Биографија
Рођен је 26. октобра 1919. године у селу Присоје, код Сиња. Основну школу је завршио у родном месту, а 1933. године је отишао у Београд, где се уписао у Аеро-клуб „Београд“ и ту изучио авио-механичарски занат. Године 1940. је положио испит за пилота предвојничке обуке. Као веома добар пилот, често је слат као инструктор летења у аеро-клубове у Краљево, Смедерево, Панчево, Јагодину, Прељину и друга места.
Као младић је читао марксистичку литературу и повезао се са члановима Комунистичке партије Југославије у аеро-клубу - Пером Бајером и Перицом Новашовићем. Током 1939. и 1940. године учествовао је у многим акцијама, а посебно се истакао у штрајку аеро-наутичара. Априла 1941. се налазио у пилотској школи у Никшићу и ту се прикључио војним јединицама. Налазио се у саставу Првог одељења Друге пилотске школе у Никшићу, одакле је 15. априла организовано бекство краља Петра II и чланова Владе на Блиски исток. После капитулације Југословенске војске, која је уследила за два дана, одбио је да се преда и са пиштољем, две бомбе и 50 метака вратио се пешке у Београд.
После напада Трећег рајха на Совјетски Савез, јуна 1941, напустио је Београд и отишао у Смедеревску Паланку, код свог друга и колеге Бошка Тркуље, а одатле у Велику Плану, код породице Пауновић. У Други шумадијски партизански одред, ступио је 2. августа 1941. године. Истакао се у многим борбама Одреда, а септембра 1941. постављен је за командира чете. Са својом четом је учествовао у борбама за Свилајнац, Марковац, Милошевац, где је заробљен воз и њиме је изведена успешна акција на непријатеља у Великој Плани. У току лета 1941. примљен је у чланство Комунистичке партије Југославије.
У завршним борбама током Прве непријатељске офанзиве, његова чета је била прикључена Радничком батаљону Ужичког партизанског одреда, и учествовала је у борбама на Кадињачи. После повлачења партизанских јединица у Санџак, крајем 1941. године, заједно са својом четом је уз борбе прешао најпре у Санџак, а потом у источну Босну. Марта 1942. године јединице из његовог Одред су укључене у тада формирану Другу пролетерску ударну бригаду, а он је у јесен 1942. постављен за команданта Трећег батаљона. Са Другом пролетерском и својим батаљоном учествовао је у многим борбама у источној Босни и Босанској крајини. За успехе, његовог батаљона у борби за Ливно, децембра 1942. године, добио је похвалу од Врховног команданта НОВ и ПОЈ Јосипа Броза Тита.
Фебруара 1943. постављен је за команданта Пете далматинске бригаде, са којом је учествовао у борбама током Четврте непријатељске офанзиве. Током Пете непријатељске офанзиве, као рањеник се налазио у Централној партизанској болници. После оздрављења, једно време је обављао дужност заменика команданта Друге војвођанске ударне бригаде, а септембра 1943. именован је за команданта Четврте војвођанске ударне бригаде. Са овом бригадом учествовао је у борбама — по Срему, Мајевици, Бирчу, Озрену, Требави, Јахорини, Миљевини, Зеленгори, Сутјесци и Дурмитору. Почетком септембра 1944. године, његова бригада је прешла у Србију, где је у саставу Шеснаесте војвођанска дивизије, учествовала у ослобођењу Крупња, Зајаче, Ковиљаче, Скеле, Обреновца и борбама за Београд.
У данима пред ослобођење Београда, именован је за заменика команданта Шеснаесте војвођанска дивизије, али је на лично инсистирање, остао са својом бригадом до коначног ослобођења града. Учествовао је у уништењу немачке борбене групе „Штетнер“, која се од Авале, преко Степојевца повлачила ка селу Скели у нади да ће ту успети да пређе преко Саве у Срем. Погинуо је 20. октобра 1944, у тешким борбама против овe немачкe групe, у близини села Грабовца, код Обреновца. Сахрањен је, сутрадан 21. октобра, уз војне почасти и велико присуство народа у Обреновцу.
Имао је чин мајора НОВЈ. Указом Председништва АВНОЈ-а, 25. септембра 1944. одликован је Орденом партизанске звезде с пушкама и Орденом за храброст. Указом председника ФНР Југославије Јосипа Броза Тита 6. јула 1953. постхумно је одликован Орденом народног хероја.